# Platform (vliegveld)

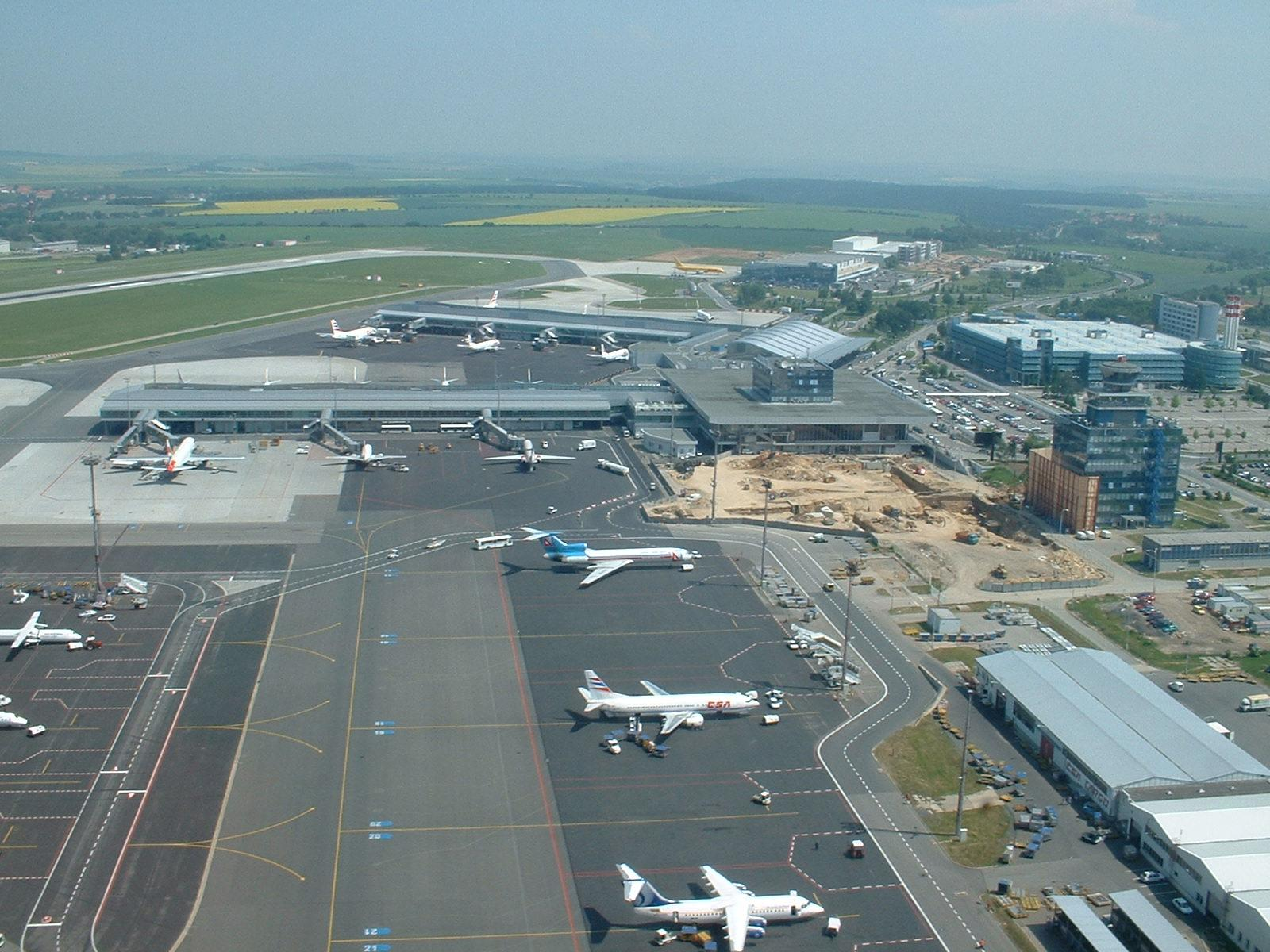
Luchtopname van het vliegveld van Praag, met vooraan het platform

Een platform is het terrein buiten de terminal van een vliegveld (luchthaven) waar de vliegtuigen geparkeerd staan. De vliegtuigen kunnen op een vrije parkeerplaats staan of geparkeerd zijn aan de gate. Over het platform taxiën de vliegtuigen via een of meerdere taxiba(a)n(en) van en naar een start/landingsbaan (de taxi- en startbanen horen niet tot het platform).  
De geparkeerde vliegtuigen worden op het platform voorzien van onder andere brandstof en catering (dit noemt men de grondafhandeling). Ook vindt ander kort onderhoud voor het volgende vertrek plaats. Dit gebeurt meestal in de omdraaitijd, terwijl passagiers (en crew) in- en uitstappen. 
Op het platform gelden verkeersregels. Er zijn weinig of geen fysieke obstakels op het platform, maar met strepen op de grond is aangegeven hoe vliegtuigen en grondvoertuigen (brandstoftrucks, pushbacktrucks, bussen, trappen, bagagekarren enz.) zich mogen bewegen.
Het platform is dan ook niet toegankelijk voor passagiers, behalve als ze de korte afstand lopen tussen een vliegtuig en de vliegveldbus of de gate. 

## Andere benamingen
Anders dan mogelijk verwacht, wordt de term platform niet (altijd) in het Engels gebruikt. Het officieel gebruikte begrip in de Verenigde Staten is Apron of Ramp.
Het is onduidelijk of de term tarmac in België tot de standaardtaal behoort, maar de term wordt in Vlaanderen veelvuldig gebruikt in de betekenis van 'platform op een luchthaven'. 